# Carlon Jeffery
Carlon Jeffery (Houston, 10 luglio 1993) è un attore e rapper statunitense.
Nei film After School e Eye See Me appare col suo nome di rapper Lil' C Note.

## Filmografia

### Cinema
- Eye See Me (2007)[1]
- After School (2008)[1]
- The Strange Thing About the Johnsons – cortometraggio (2011)[1]

### Televisione
- C'è sempre il sole a Philadelphia (It's Always Sunny in Philadelphia) – serie TV (2006)[1]
- Heroes – serie TV (2007) [1]
- Bones – serie TV (2009)[1]
- Trust Me – serie TV (2009)[1]
- A.N.T. Farm - Accademia Nuovi Talenti (A.N.T. Farm) – serie TV (2011-2014)[1]
- Kickin' It - A colpi di karate (2014)
- Cloud 9, regia di Paul Hoen – film TV (2014)

## Canzoni
- Pose - (2011) - feat. Stefanie Scott
- Summertime - (2011)

## Doppiatori italiani
Nelle versioni in italiano delle opere in cui ha recitato, Carlon Jeffery è stato doppiato da:
- Alessio Nissolino in Cloud 9
- Alex Polidori in A.N.T. Farm - Accademia Nuovi Talenti